# 그린 리버 (밴드)
그린 리버(Green River)는 1984년 워싱턴주 시애틀에서 결성된 미국의 록 밴드였다. 비록 그 밴드가 그들의 고향인 시애틀 밖에서 상업적인 영향은 거의 없었지만, 그린 리버는 그런지 음악 장르의 선구자였다. 그런지 스타일은 그린 리버만의 음악과 펄 잼, 머드허니 등 미래의 밴드에서 멤버들이 만들어낼 음악 둘 다에서 선보였다. 그린 리버는 2008년과 2009년에 몇 번의 라이브 쇼로 재회했다.

## 유산
그린 리버는 시애틀 외곽에서 상업적인 영향을 거의 주지 않았지만, 그 밴드가 상업적인 성공에서 부족했던 것을 영향력에서 보충했다. 일반적으로 그린 리버는 그런지 음악 장르의 선구자 중 하나로 널리 평가되고 있다. 스투지스, 블랙 사바스, 에어로스미스의 영향을 많이 받은 하드 록, 펑크 록, 헤비 메탈의 슬러지 혼합과 암의 비틀어진 가사와 보컬 전달이 결합된 그린 리버는 그들을 따르는 동료와 밴드 모두에게 큰 영향을 주었다. 그린 리버는 멤버들 중 일부가 나중에 노스웨스트 음악계에서 가장 큰 밴드를 결성할 것이라는 사실 없이도, 음악적 선견지명과 혁신으로 기억되고 있는데, 이는 분쟁이 일어나기 몇 년 전이다.

## 음반 목록

### 스튜디오 음반
- 《Rehab Doll》 (1988)